# Adolfo Navarrete y de Alcázar
Adolfo Navarrete de Alcázar (L'Havana, març de 1861 – Madrid, 1925) fou un polític i militar espanyol, fill del comandant Adolfo Navarrete Escudero.
Fou un militar i mariner format a Nàpols, que entre 1893 i 1898 va fer diversos estudis a la costa mediterrània i Illes Balears de les espècies marítimes autòctones amb la Lliga Marítima Espanyola.
Gràcies al seu prestigi com a cap de l'Armada fou elegit diputat per la circumscripció de Tortosa a les eleccions generals espanyoles de 1907 dins les llistes del Partit Conservador.

## Obres
- Manual de Zootalasografia (1896)
- Manual de Ictiología (1898)